# Państwo Lichtenberg

Herb Lichtenbergu

Państwo Lichtenberg (niem. Herrschaft Lichtenberg) – władztwo terytorialne w Świętym Cesarstwie Rzymskim utworzone w 1489 roku na mocy przywileju cesarza Fryderyka III. Stolicą włości był Lichtenberg.

## Historia
W latach 1427–1618 dominium Lichtenberg było we władaniu baronów von Waldenfels. W 1618 roku zakupił je Janusz Radziwiłł, który pozostając na emigracji w Niemczech chciał w ten sposób stać się członkiem życia politycznego w Rzeszy. Po śmierci księcia w 1620 roku majątek Lichtenberg znalazł się w rękach Elżbiety Zofii Hohenzollern
W 1628 roku księżna przed ponownym zamążpójściem sprzedała posiadłość swojemu bratu Chrystianowi Hohenzollernowi. W wyniku tej transakcji Lichtenberg stracił swoją odrębność polityczną, stając się częścią margrabstwa Bayreuth.